# Wellington Rocha dos Santos
Wellington Rocha dos Santos (São Paulo, 4 de outubro de 1990) é um ex-futebolista brasileiro naturalizado timorense.